# クルーゲ・クラヴィアトゥーレン
クルーゲ・クラヴィアトゥーレン（Kluge Klaviaturen、クルーゲ鍵盤）GmbHは、ドイツ・レムシャイトの大手ピアノ鍵盤製造業者である。毎年グランドピアノ、アップライトピアノ、およびオルガン用の鍵盤約8千個を生産している。現在、クルーゲは欧州における最も重要なピアノ鍵盤製造業者である。
約50人の従業員が働いている。

## 歴史
1876年、イバッハ社の鍵盤部門の長であったヘルマン・クルーゲ（Hermann Kluge）が、ノルトライン＝ヴェストファーレン州ヴッパータール近郊のバルメンで "Hermann Kluge Claviaturen-fabrik KG" を創業した。
この若い会社はすぐに市場での地位を獲得し、しばらくしてクルーゲはスタインウェイ・アンド・サンズを顧客とした。生産数は順調に増加し、1902年には既に10万個目の鍵盤が作られた。1943年までの生産数は50万個と推定される。この年に全ての専用機械と供給品があった生産施設と事務所建物が破壊されたため、正確な数をこれ以上遡ることはできない。第二次世界大戦後、忍耐の時期に入った。賃貸の部屋で当初は家具や窓、扉などが製造された。元の生産施設の復旧には膨大なエネルギーが必要であり、1946年に事務所建物の地下室で鍵盤の修理を開始することができた。ほぼ5年後、工場建物の復旧後、鍵盤の生産を再び開始することができた。再開後の初年には既に500以上の鍵盤が完成された。
続く53年間、会社は多くの浮き沈みを経験してきた。ハイライトは間違いなくベルリンにあった強力な競合企業Bohn Claviaturen社の買収であった。Bohn Claviaturen社の生産はポーランドへ移転された。また重要な出来事は、1999年にアメリカ合衆国の世界最大の楽器製造業者の一つであるスタインウェイ・ミュージカル・インスツルメンツ社によってクルーゲ・グループが買収されたことであった。クルーゲ社はこの取引によっていかなる損害も被らなかった。背後に名高い親会社を持つことで、会社の強固な基盤が築かれた。
ほぼ全てのヨーロッパのグランドピアノおよびアップライトピアノ製造業者と自身の鍵盤生産部門を持たない海外の一部の業者はほぼ例外なくクルーゲから鍵盤を輸入している。クルーゲ社の広告文句は「The key tot quality and success」である。

## 生産
アップライトピアノやグランドピアノの鍵盤はとどまったり、互いにずれたり、揺れたり引っかかったりしてはいけないため、精密さが鍵盤製造において最も重要である。自動化の時代にあっても、まだ多くの手作業工程が残っている。鍵盤の生産には約6時間がかかり、5つの手作業がある。
1989年まで、象牙が表面素材として使われた。以降はポリエステル樹脂4分の1と鉱物添加剤4分の3から成る代替品が使われている。黒鍵には黒檀またはつや消し黒色プラスチックが使われる。